# San Andrés (San Andrés y Sauces)

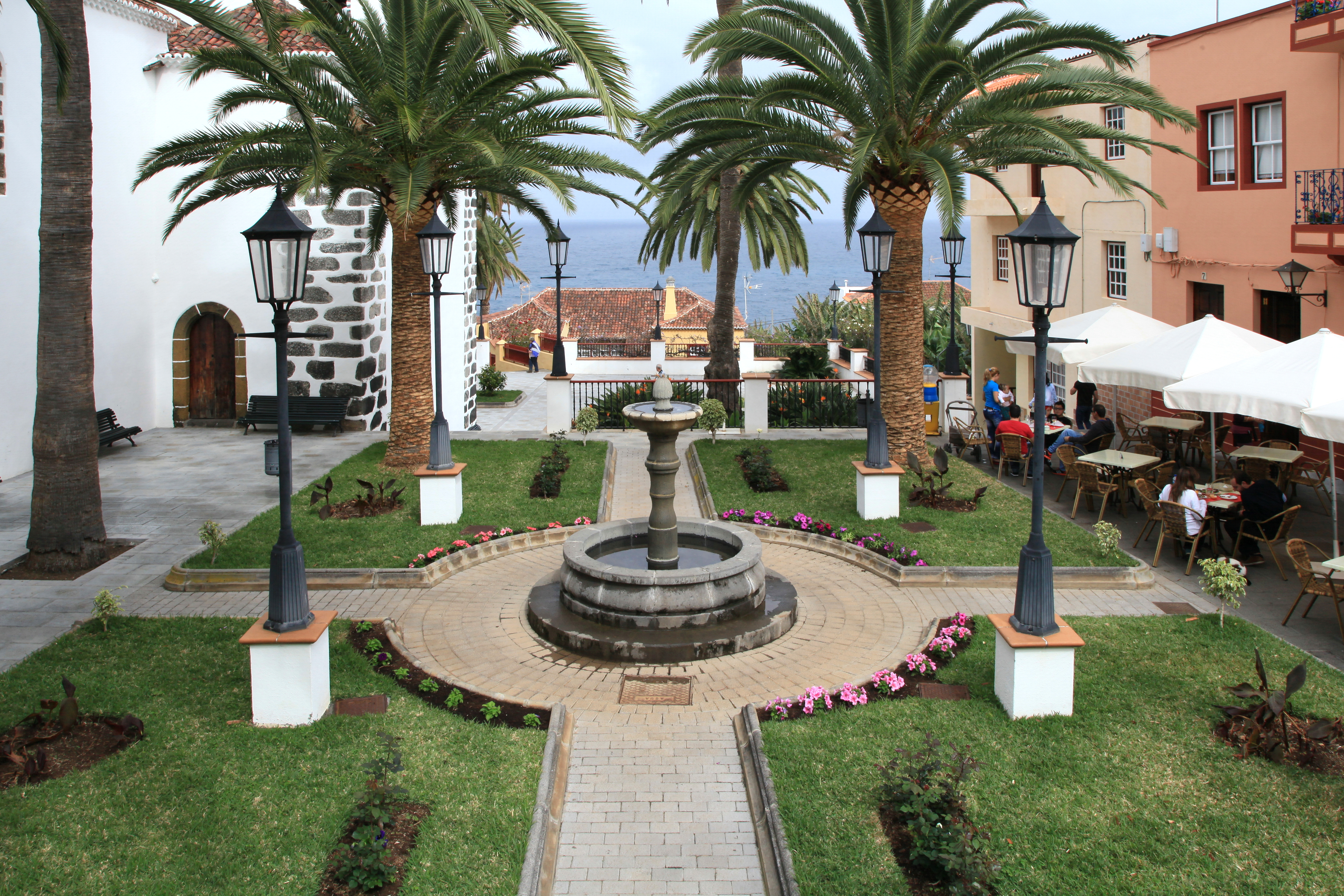
Plaza de San Andrés

San Andrés es una localidad del municipio de San Andrés y Sauces en La Palma, España. Situada en la costa del municipio, es uno de los núcleos más antiguos de la isla, que recibió el título de Villa en los primeros años de la Conquista, según consta en las datas de 23 de diciembre de 1507.

## Historia
La villa se fundó sobre la defensa natural de los acantilados, junto a la orilla del mar para facilitar el comercio y dominando la desembocadura del Barranco del Agua, por dónde corría el caudal durante todo el año. Este núcleo urbano se desarrolló poco después de la conquista, al borde de las grandes propiedades señoriales de la Hacienda de Los Príncipes y la de los Señores, en la población vecina de Los Sauces, pero fuera de su ámbito y de su vasallaje.
San Andrés fue durante el siglo XVI y parte del XVII el municipio más próspero de La Palma después de la capital. Era el centro de una comarca dedicada a la exportación lucrativa de vino y azúcar de caña que se embarcaba por el puerto de El Guindaste. Solo por su puerto llegaron a embarcarse, con destino a las Indias y al norte de Europa, más de dos mil pipas de vino anuales. Debido al considerable volumen de transacciones y contrataciones comerciales que se efectuaban, contó incluso con escribanos públicos, siendo junto a la capital, el único pueblo de la isla que disfrutaba de este distintivo. Asimismo la primera escuela pública se crea en esta villa por Real Provisión de la Audiencia de Canarias de 16 de febrero de 1805.
Esta intensa actividad mercantil atrajo a numerosos comerciantes extranjeros, como portugueses, catalanes, genoveses y flamencos. La población de la Villa de San Andrés estaba cifrada en unos 200 vecinos en 1595, según las afirmaciones del vecino Matías de Abreu ante el tribunal de la Real Audiencia de Canarias. Un elevado número de moradores para la época de los que además, el componente portugués formaba la parte más importante de la sociedad isleña del siglo XVI. Según refleja el libro de casamientos de la parroquia, aproximadamente un 15 por ciento de los matrimonios fueron con la comunidad lusitana. Fueron también responsables de una gran cantidad de donaciones a la iglesia, destacando el conquistador portugués Alonso González de Abreu, dueño de importantes repartimientos de tierras en el norte de la isla, y el comerciante Fernán Pinto. Ambos precursores de históricas e importantes familias isleñas.
De Cataluña vino regente del «Heredamiento de los Catalanes», Marcos Roberto de Montserrat y su mujer Jerónima de Benavente Cabeza de Vaca, sobrina del comendador Pedro de Benavente. De Génova, el comerciante Domingo Corona Palaviccino, cuya descendencia se emparentó con la más alta nobleza de la isla 864. También cabe nombrar a los descendientes de Baltasar de Guisla, natural de Ypres en Flandes, y de Diego de Guisla, último dueño del ingenio azucarero de Los Sauces.
Tras la crisis de la caña de azúcar se inició el declive de San Andrés y de Los Sauces, lo que produjo que finalmente se unieran en un único municipio. Finalmente, como la carretera del norte pasa por Los Sauces, esta localidad creció en población e importancia, mientras que San Andrés, más alejado hacia la costa, se estancó. Sin embargo, es gracias a esta marginalidad, que el casco histórico de la villa ha llegado casi intacto hasta la actualidad, disfrutando desde el 26 de febrero de 2015 de ser un Bien de Interés Cultural.

## Patrimonio
La Villa de San Andrés constituye uno de los núcleos urbanos más homogéneos, antiguos y mejor conservados de Canarias. Destaca en el centro de la población la Iglesia de San Andrés Apóstol del siglo XV, uno de los primeros templos que los conquistadores construyeron en la isla. Alrededor, se articulan las bonitas calles empedradas donde pueden verse las casas de las familias más pudientes de la época. Estas construcciones, ejemplos de la arquitectura tradicional y popular canaria, con sus gruesos muros de piedra y barro, son también de las más antiguas de la Isla.
A estas viviendas se suman otras edificaciones con especial valor histórico y cultural como la Ermita del Pilar, la Ermita de San Sebastián, el cementerio antiguo y el Calvario, el horno de cal, el puerto de El Guindaste y los restos del antiguo convento franciscano de Nuestra Señora de la Piedad. Cercano al pueblo se encuentran Puerto Espíndola, un pequeño puerto pesquero que anteriormente fue la principal vía de comunicación del municipio y también las piscinas naturales del Charco Azul.
Iglesia de San Andrés Apóstol
Fue fundada en 1515, siendo así uno de los primeros templos que los conquistadores construyeron en la Isla de La Palma. Destaca en su interior la techumbre mudéjar de las capillas, así como sus retablos, magníficos ejemplares del barroco isleño.
La ubicación del templo, similar a la de otras ciudades canarias como en Santa Cruz de La Palma o Garachico, es precursora de algunas de las directrices de las ordenanzas de que después se aplicarían en América por la corona a lo largo del siglo XVI.
Casa Pinto
Los primeros solares de la Villa de San Andrés fueron repartidos por el adelantado Alonso Fernández de Lugo. En 1518 concedería a Miguel Martín el solar que sus futuros nietos vendieron en 1592 al mercader portugués Fernán Pinto. Natural de Santiago de Ginebra, obtuvo su gran fortuna como cosechero y comerciante de vino. Contaba incluso con sus propias carabelas que utilizaba para exportar tanto a las Indias como al norte de Europa. 
Fernán Pinto estaba casado con Inés Luis, natural de Coímbra. Tras su muerte, la viuda habitó la casa durante años hasta que los herederos, emparentados con los Guisla Van de Walle, dueños del ingenio azucarero de Los Sauces, donaron en 1673 la propiedad, como morada de los curas que sirvieron en el beneficio parroquial.
La Casa Pinto es de las más antiguas de la isla y la más importante de la villa. Los gruesos muros de piedra y barro conforman una parcela rectangular paralela a la calle. Debido a la escasez de espacio edificable entre el Barranco del Agua y los acantilados marinos, así como la necesidad de no restar terreno cultivable, propició que la mayoría de las edificaciones fueran altas y sobradadas, es decir, de dos o más plantas.
A diferencia que en la mayoría de núcleos históricos de La Palma, en San Andrés las casonas carecen de patio central como núcleo ordenador de la planta. En el caso concreto de la Casa Pinto, contamos con la única edificación de la villa con planta en forma de «L», huerta trasera patio lateral con galería sobre pies derechos de madera. Tanto la altura como esta última singularidad, reflejan la poderosa influencia portuguesa, que dentro del archipiélago, distingue a La Palma del resto de islas. 
La fachada esta enmarcada por un almendrado de cantería vista. Las puertas y ventanas de tea se disponen haciendo coincidir los huecos, y en el centro, se abre una pequeña hornacina con una imagen religiosa. Del original zaguán de entrada, pavimentado con guijas y callados de playa, parte la escalera de madera que conduce a la planta alta, siguiendo la tipología de las casas portuguesas. En la parte baja se encontraban varias salas, así como la cocina y una caballeriza con su dornajo de tea. Ya en el piso superior, se encontraba la parte principal de la casa y las habitaciones. Al fondo, se encontraba el granero, que cuenta con ventanas correderas. 
La huerta estaba en la parte posterior y estaba destinada a cultivos diversos, así como gran variedad de árboles frutales. Diferentes documentos de la época también evidencian la existencia de habitáculos anexos así como corrales.
Casa Álvarez de Silva
Adosada a la Casa Pinto se alza la antigua vivienda de Amador Álvarez de Silva, escribano público de la Villa de San Andrés entre 1540 y 1594, y de su esposa Ana de Abreu. En 1660, el alférez Tomás de Brito y Silva, heredero de la propiedad, dejó la vivienda para el uso del capellán que sirviese la Capilla de la Virgen de la Victoria de la Iglesia de San Andrés, fundada por Andrés Hernández Bautista (1571-1657).
La fachada de esta casa esta adosada al resto de las residencias que se escalonan a lo largo de la calle principal de la villa, todas ellas de origen lusitano. Los huecos de la fachada se distribuyen de forma asimétrica, atendiendo más a las necesidades de ventilación e iluminación interior que a motivaciones estéticas. Desde el zaguán de entrada, empedrado con guijarros de playa, se accede al traspatio, siguiendo la tradicional tipología de casa huerto.
Casa González Coutinho
Situada a continuación de la Álvarez de Silva, este inmueble del siglo XVI pertenecía a Domingo González Coutinho y Francisca Hernández Cabeza de Hierro, ambos originarios de Portugal. Posteriormente, su hija Juana Hernández donó esta propiedad a su sobrina, doña Francisca de Abreu Cabeza de Hierro, hija del capitán Matías de Abreu y de su hermana doña Francisca Hernández Cabeza de Hierro.
La fachada es de dos plantas y cuenta con unas ventanas de guillotina, resultado de una remodelación del siglo XIX de estética neoclásica, en la que se impone la simetría y una carpintería lisa. En la parte posterior se encuentra el patio y una galería con vistas al barranco.
Casa del Doctor Matías de Abreu
Esta propiedad de una sola planta fue construida a finales del siglo XVII, por el doctor don Matías de Abreu y Martín (1641-1718), al que debemos la construcción de la actual Iglesia de San Andrés, costeada principalmente con sus fondos. Tras fallecer, la vivienda pasó a manos de doña Francisca Margarita Salazar de Abreu y Rexe, su sobrina y madre del primer marqués de Guisla, don Juan Domingo de Guisla Boot. Este último, fundó en 1755 la ermita adosada, dedicada a Nuestra Señora del Pilar. Ambas edificaciones estaban comunicadas a través de un ajimez que permitía asistir a los oficios religiosos sin moverse de la vivienda.
Finalmente, en el siglo XIX la casa fue adjudicada a doña Carlota Van de Walle y Valcárcel, hija del coronel don Luis Van de Walle de Llarena, marqués de Guisla-Ghiselín.  Es entonces cuando se remoza la fachada logrando una distribución simétrica de puertas y ventanas adinteladas. Esto responde al cambio de ideales estéticos entre el barroco y el neoclásico, motivado por los nuevos valores morales de orden.
Casa de los Marqueses de Guisla
La última casa de la calle principal también pertenecía a la familia protuguesa Abreu, hasta que doña Francisca Margarita Salazar de Abreu y Rexe, heredera del doctor y mujer de don Jerónimo de Guisla Boot, dueño copartícipe del ingenio azucarero de Los Sauces, dio a luz el 11 de noviembre de 1723 al primer marqués de Guisla-Ghiselín. 
Don Juan Domingo de Guisla Boot y Salazar de Frías Abreu Rexe era señor de Ophen y Wesembec en Flandes, con título nobiliario concedido por el rey Carlos III. Fue también Regidor Perpetuo preeminente de la isla de La Palma, cargo de que fue suspendido cuando se terminó con el despótico gobierno de la isla gracias al pleito con el comerciante irlandés Dionisio O'Daly. 
En 1755, tras fundar la ermita de Nuestra Señora del Pilar, el marqués decidió destinar esta vivienda para el hospital de pobres de la villa, sin embargo, esto nunca llegó a ocurrir y ambas propiedades pasaron a doña Carlota Van de Walle y Valcárcel en 1875.
La Casa de los Marqueses de Guisla es alta y sobradada, con tres ventanas y dos puertas de tea distribuidas de manera alterna. La casa presentaba unos interesantes esgrafiados mudéjares que enmarcaban los huecos de la fachada y que tristemente están a punto de desaparecer. Estas cenefas contienen en su parte exterior pequeños lóbulos decorativos, mientras que bajo los antepechos de las ventanas, encontramos círculos con flores geométricas inscritas. En las esquinas de la casa otros esgrafiados, también a punto de desaparecer, imitan un enrejado de cantería. En la fachada trasera, colgada sobre el barranco, sobrevive una galería cerrada de tea, que desgraciadamente se encuentra en muy mal estado. Toda la casa en general está al borde de la ruina más absoluta, a pesar de estar protegida como BIC.
Ermita de San Sebastían
Además de la Iglesia de San Andrés, se fundaron otros inmuebles religiosos en la periferia de la villa, ennobleciendo y elevando la importancia de esta pequeña población. Tal es el caso de la Ermita de San Sebastián, levantada en el siglo XV o XVI a la entrada de la villa y consagrada al santo de la peste. Con esta sencilla ermita se buscaba sacralizar el camino y defender a la población de cualquier tipo de epidemia.
En las cercanías se encuentra el Antiguo Campo Santo de San Andrés. Este cementerio, construido en 1864, es hoy en día una pintoresca estampa del pueblo, en el que un pequeño camino empedrado, nos lleva a través de bosques de plataneros hasta este pacífico enclave.
Convento de Nuestra Señora de la Piedad
El pequeño Convento de Nuestra Señora de la Piedad era el único que existía fuera de la capital de La Palma. Se fundó en 1614 por la orden franciscana, al otro lado del Barranco del Agua, respetando el asilamiento requerido para la espiritualidad de los monjes y protegiendo la entrada norte de la villa.
La familia Guisla Van de Walle donó los terrenos necesarios para su construcción, con la condición de que todos los miembros de su familia pudiesen ser enterrados en el convento. Al principio no era más que una pequeña ermita, pero tras continuas remodelaciones y ampliaciones se convirtió en un auténtico convento de dos plantas, con una gran balconada orientada hacia el mar y flanqueada por dos pequeñas torres. 
Hay constancia de que el convento estuvo habitado por doce frailes, que cuidaron y educaron a los más pobres de la región, hasta que en 1835 se produjo la desamortización, que poco a poco acabó con el inmueble hasta dejarlo prácticamente irreconocible. Todas las imágenes religiosas y la documentación se trasladó a la iglesia de San Andrés. Por otra parte, las sepulturas de los monjes y de la familia fueron trasladados al antiguo cementerio de San Andrés.
El Calvario
El Calvario de San Andrés se construyó en 1681 a las afueras de la localidad, sobre un promontorio rocoso y al costado del camino real.
Otras infraestructuras
Desde fecha temprana, la localidad disfrutaba de todas las infraestructuras necesarias para un nuevo enclave. Contaba con una alhóndiga que funcionaba como granero comunal, así como bodegas y almacenes para la exportación y la importación. En la parte de San Andrés de Abajo, junto al mar, junto a un grupo populoso de viviendas se conserva también un horno de cal. Ya desde la conquista estos hornos eran utilizados tanto para la construcción de las viviendas, como para los canales que llevaban el agua a las plantaciones. 
Por último, el importantísimo y a la vez minúsculo puerto de El Guindaste, por donde el Heredamiento de los Catalanes, después de los Señores, así como los comerciantes de San Andrés exportaban toda la producción que enriqueció enormemente a esta villa. El puerto tomó su nombre del guindaste, armazón de tres palos con un cabo para las faenas que, con la ayuda de una soga, servía para cargar las cajas de azúcar en las embarcaciones.

### Galería

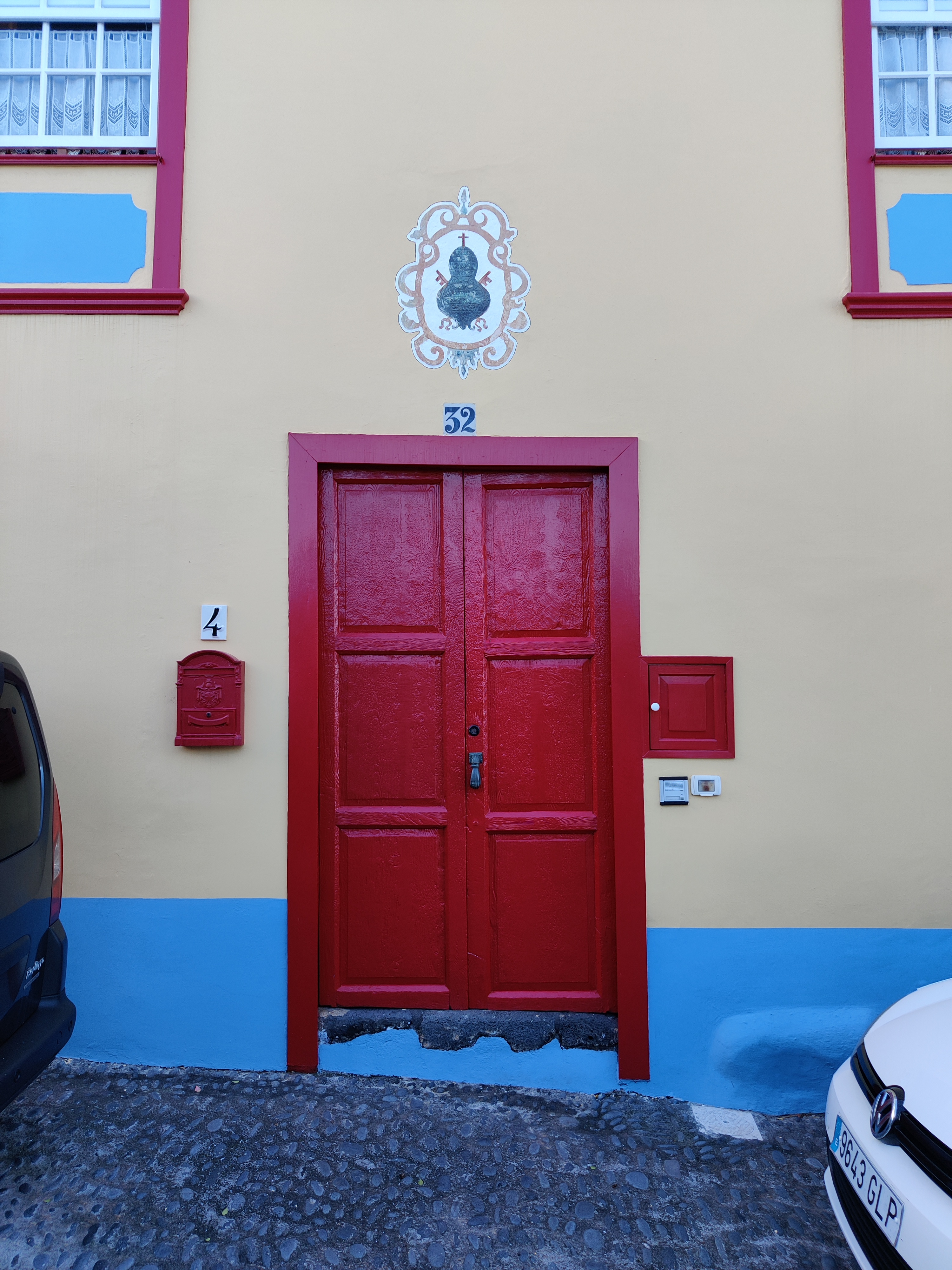
Vivienda con escudo papal.
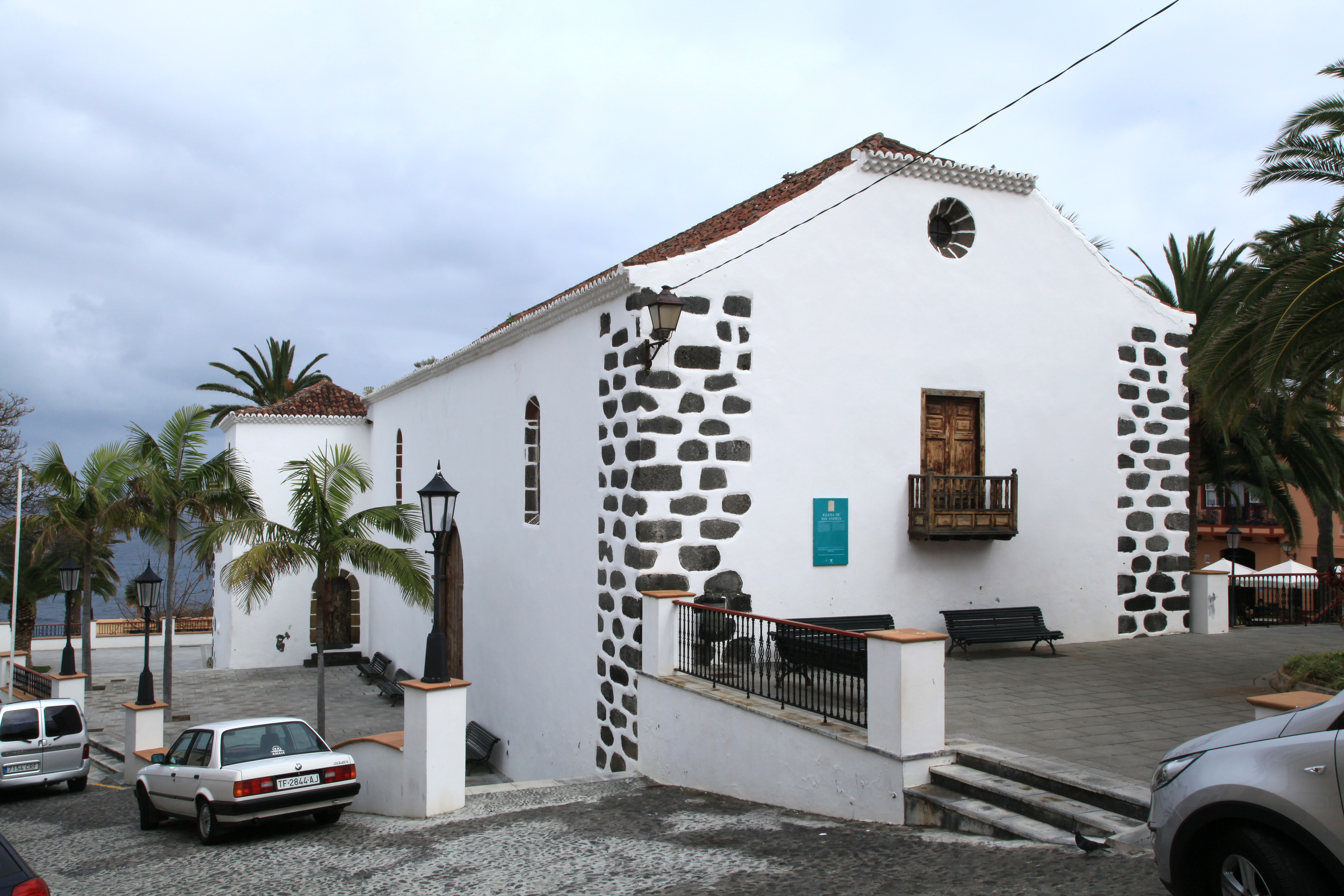
Iglesia de San Andrés Apóstol.
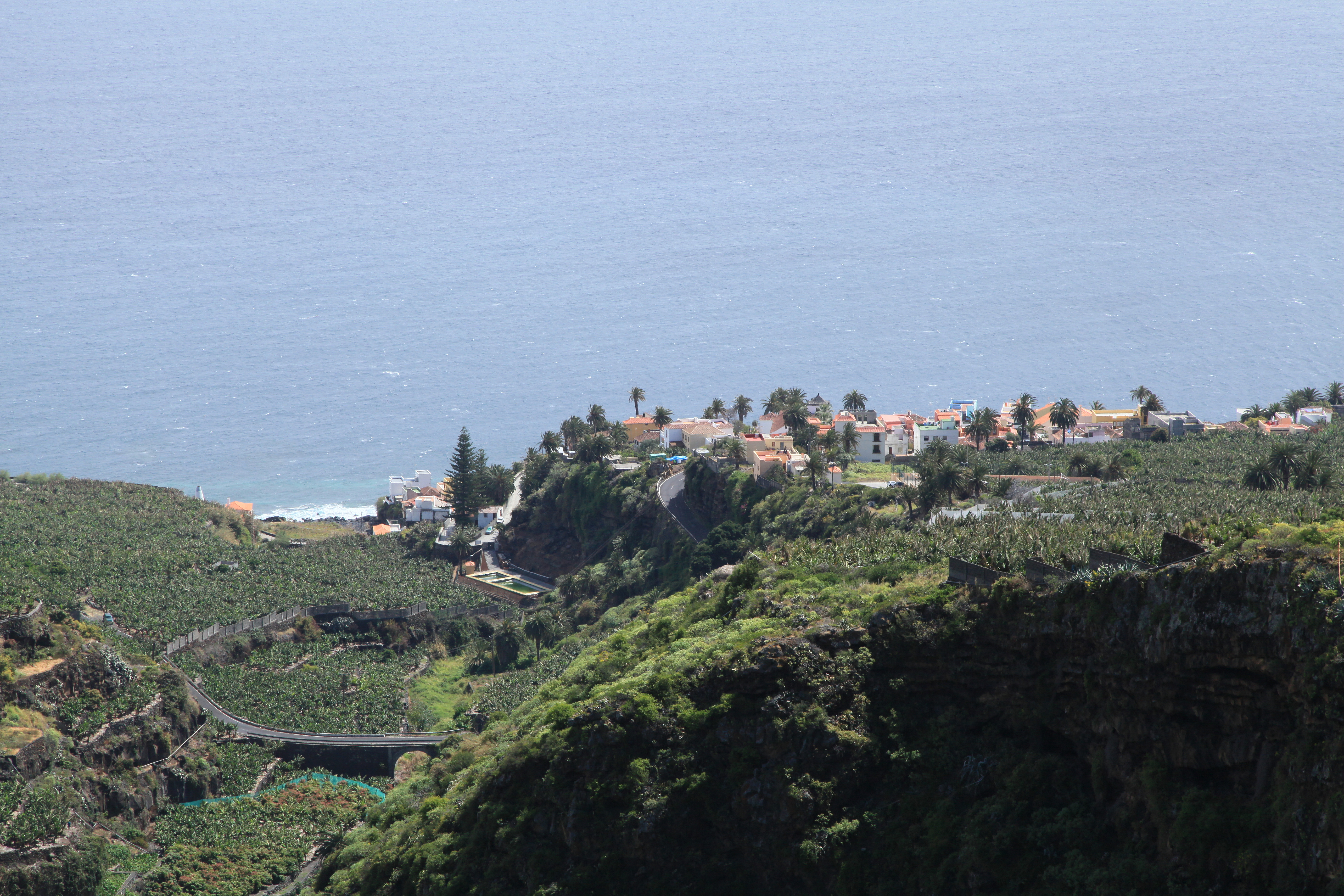
Vista de San Andrés.
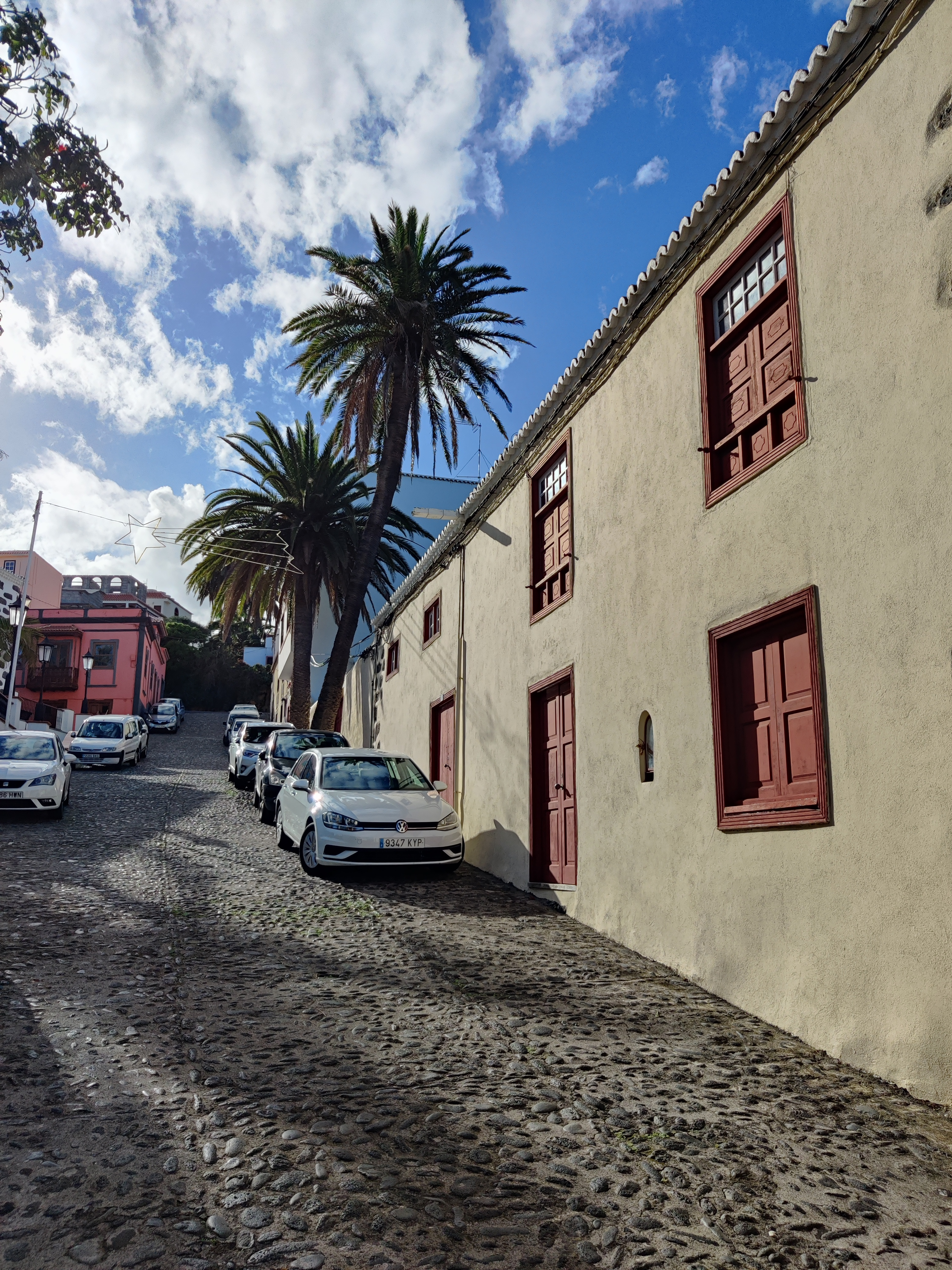
Casa Pinto.
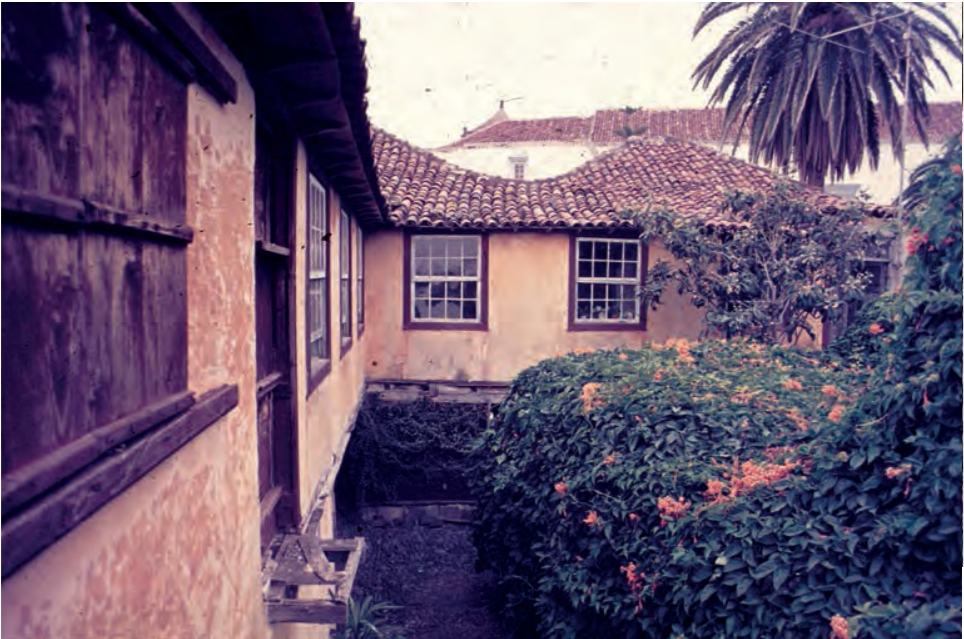
Casa Pinto patio.
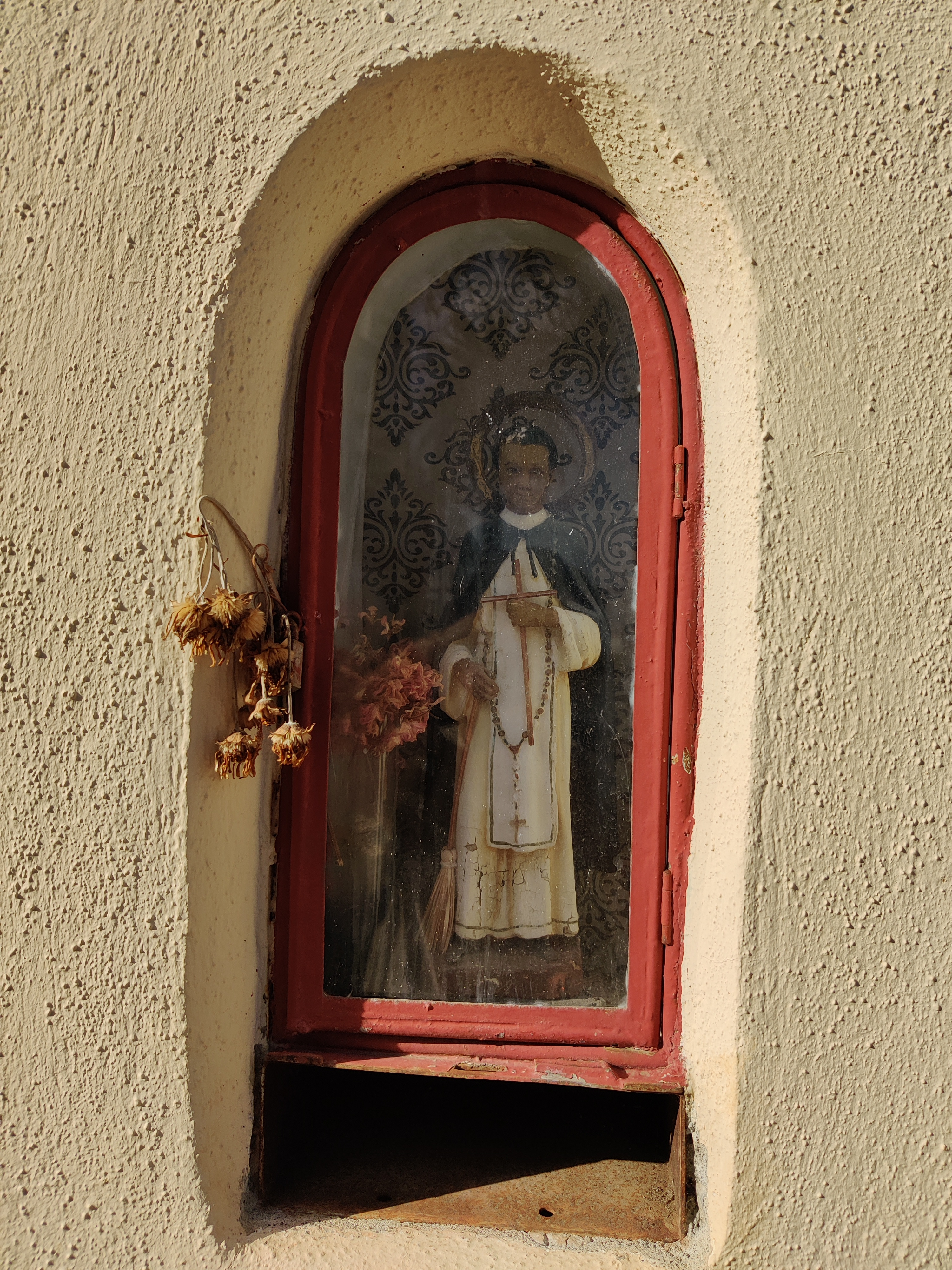
Hornacina Casa Pinto.
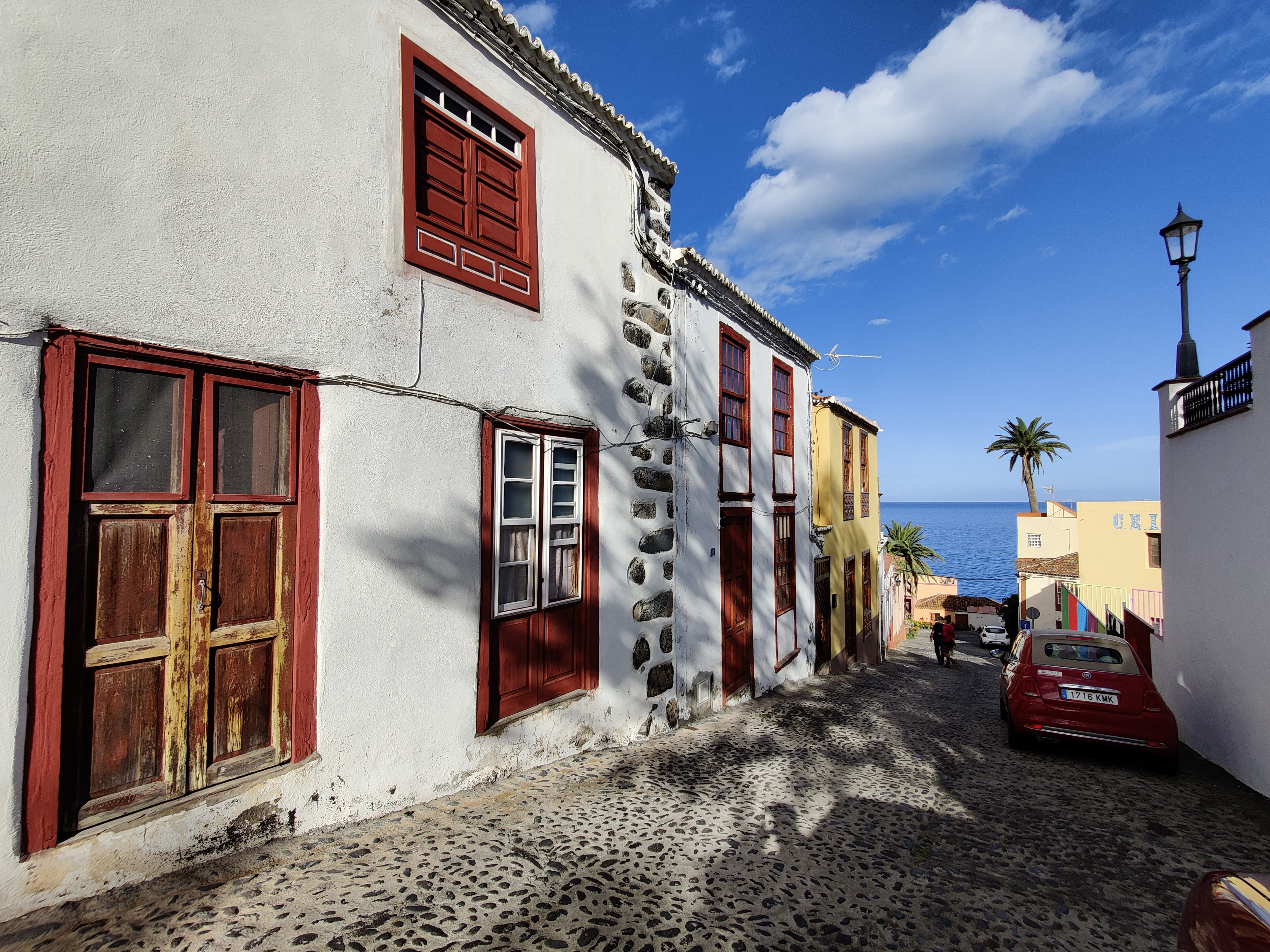
Casa Álvarez de Silva.
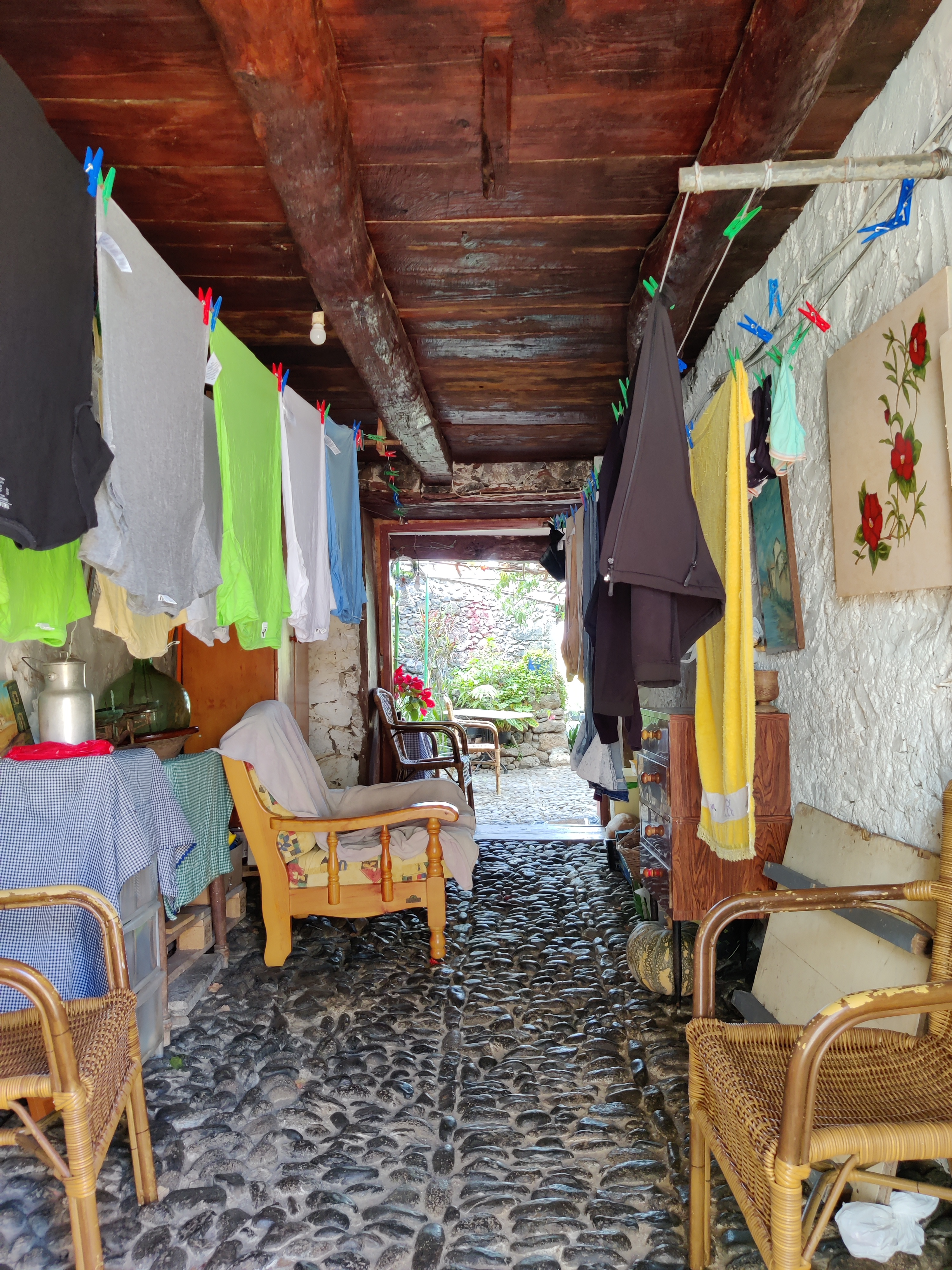
Zaguán San Andrés.
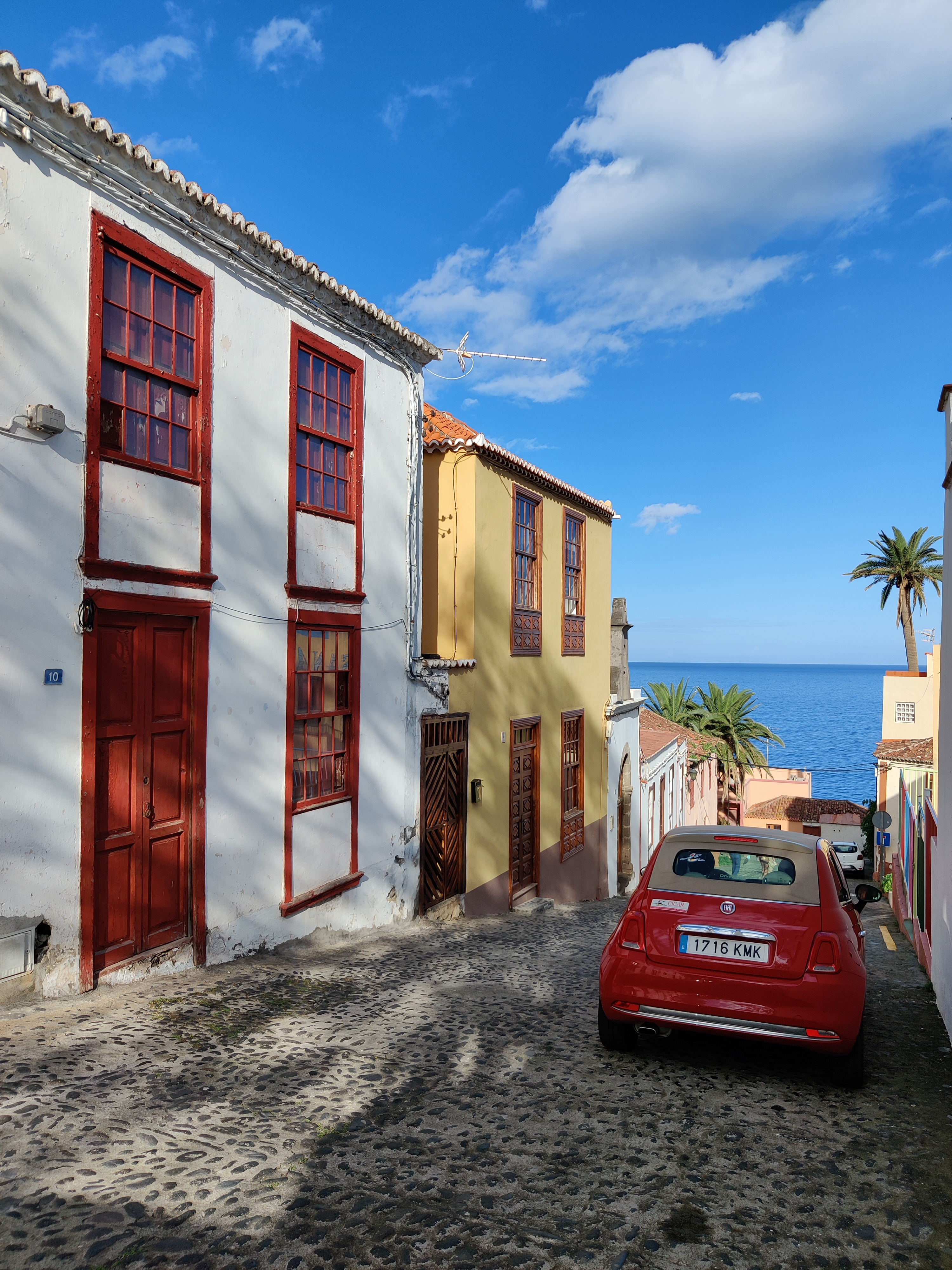
Casa González Coutinho.
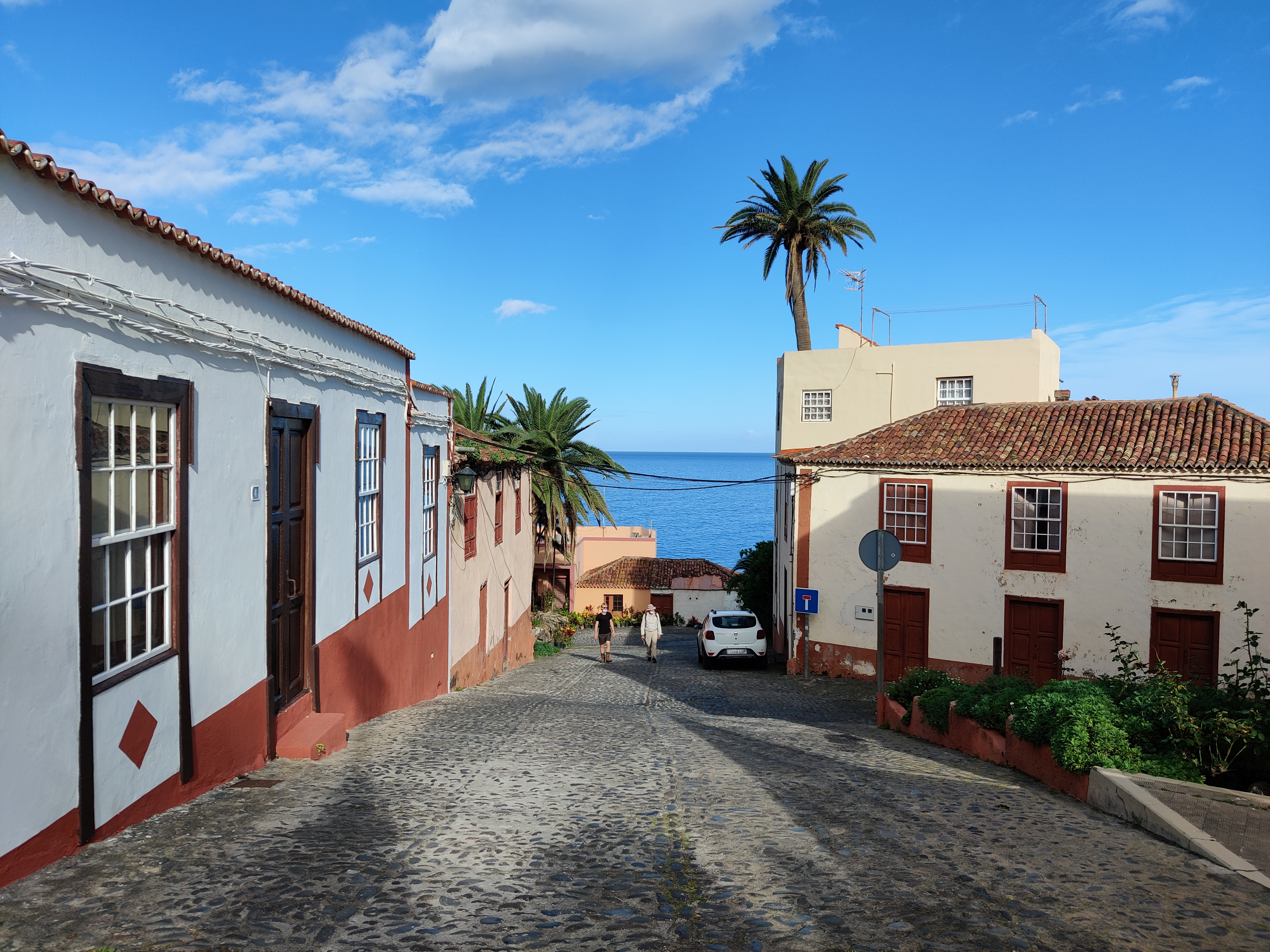
Casa del Doctor Matías de Abreu.
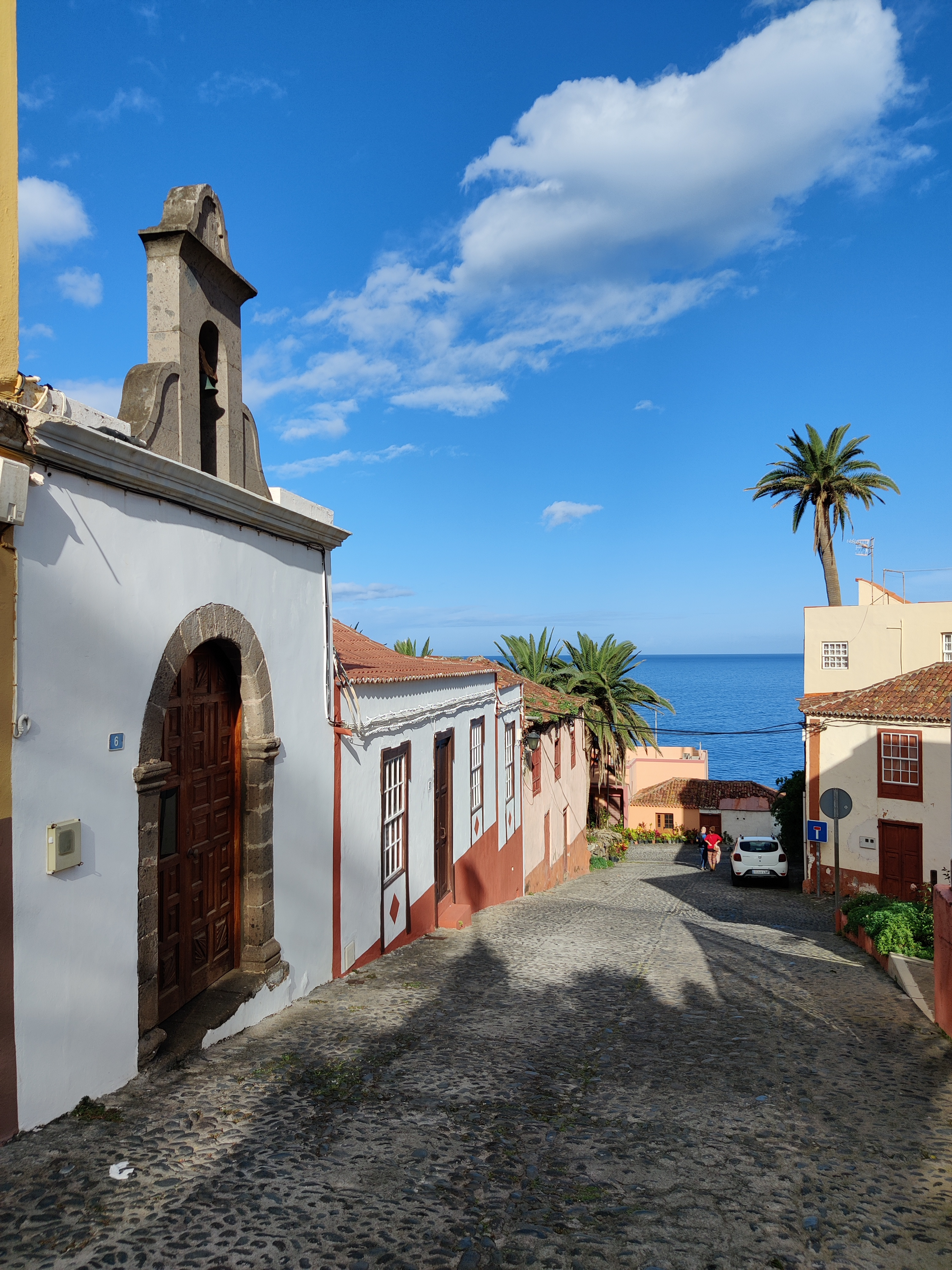
Ermita del Pilar San Andrés.
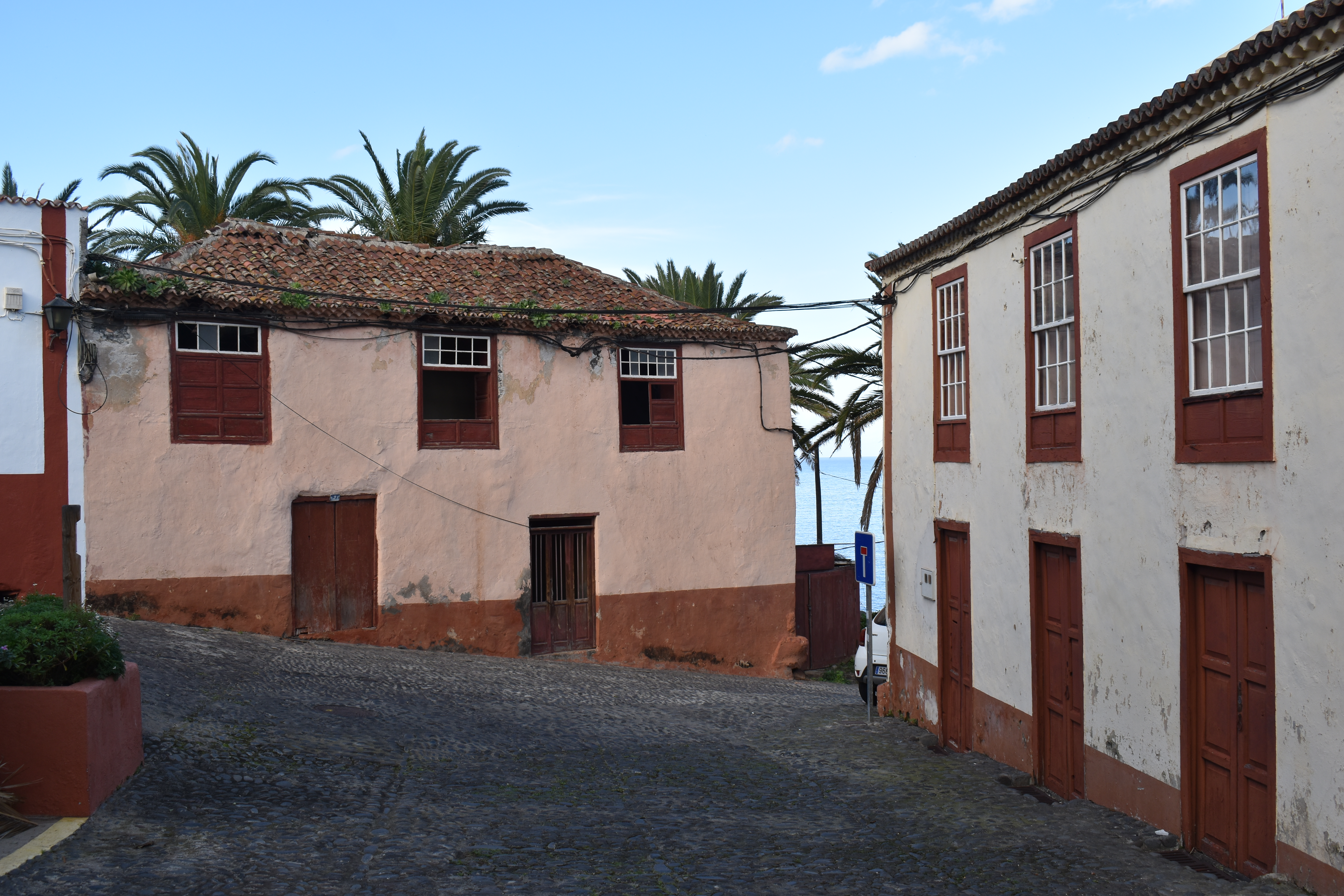
Casa de los Marqueses de Guisla.
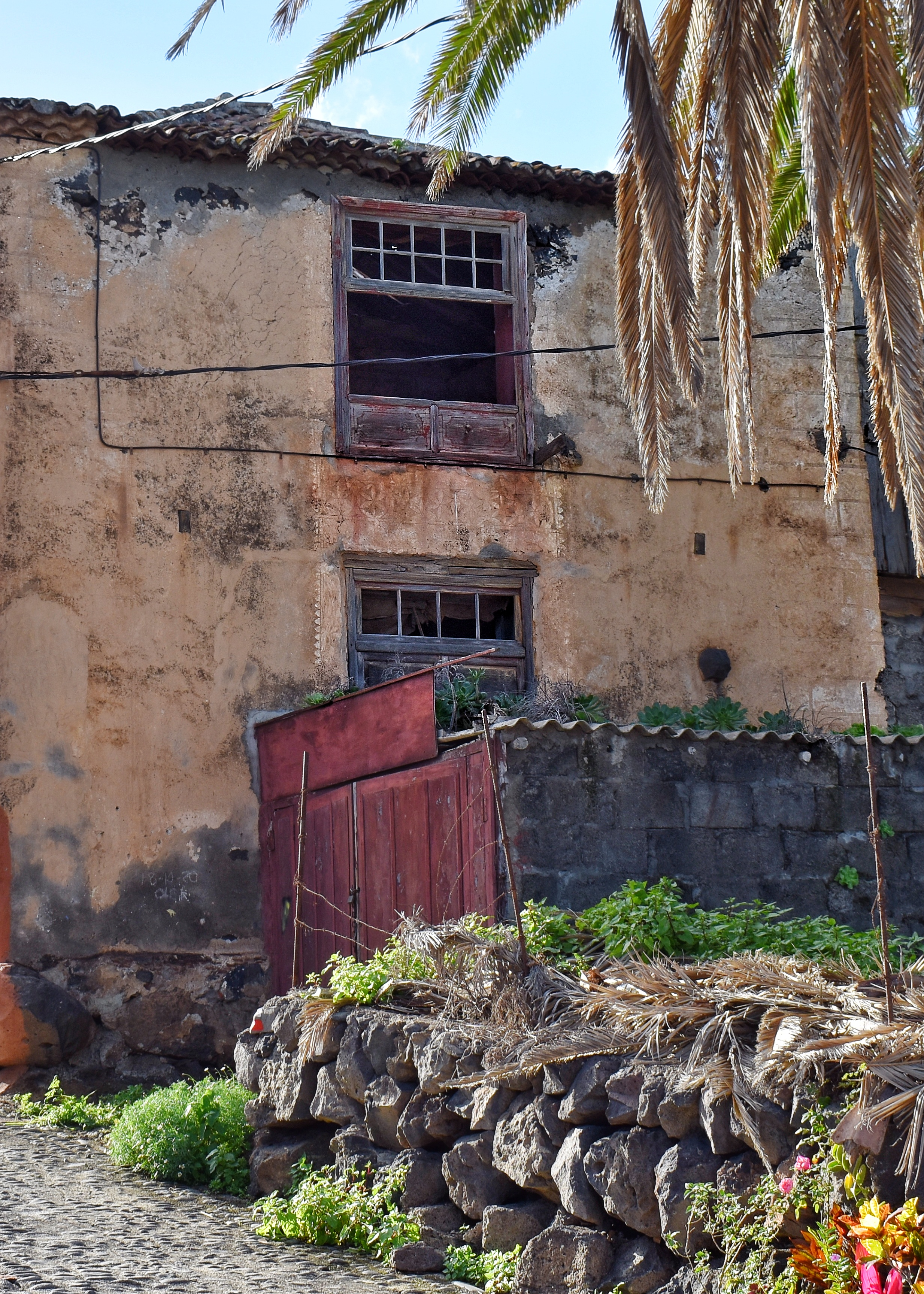
Casa de los Marqueses de Guisla detalle esgrafiados.
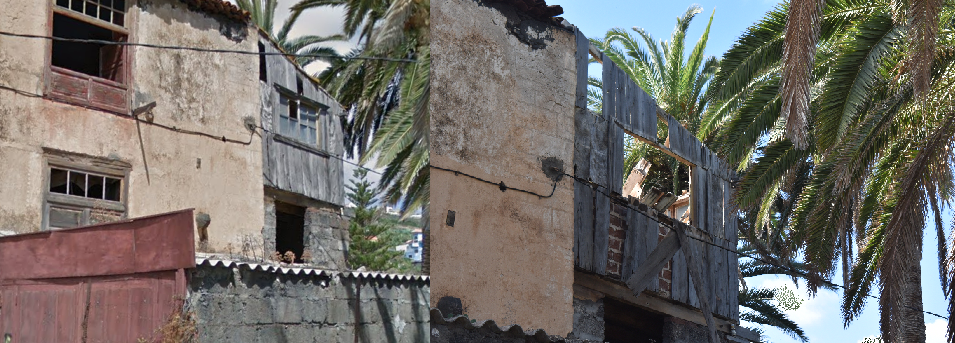
Detalle del balcón.
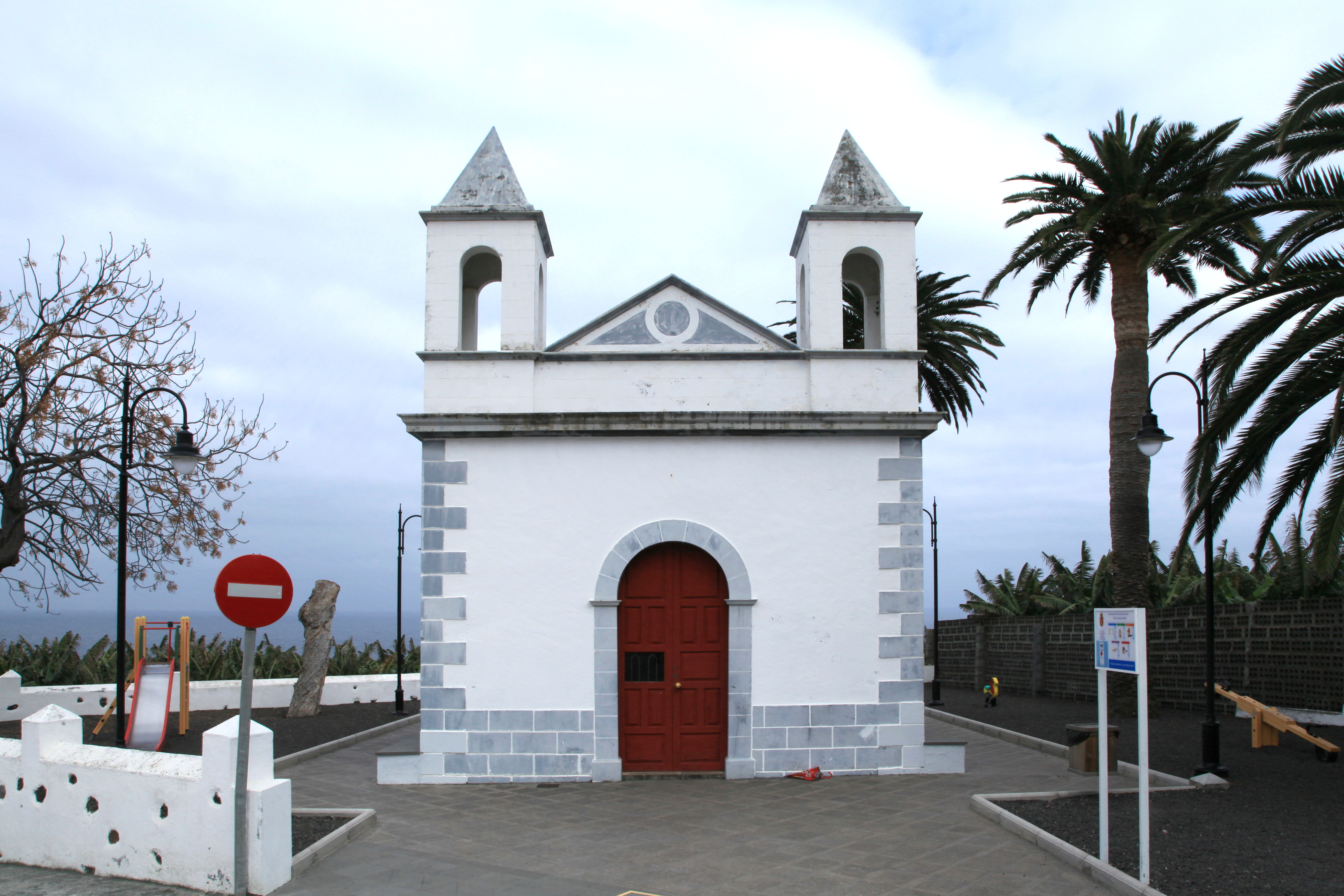
Ermita de San Sebastían.
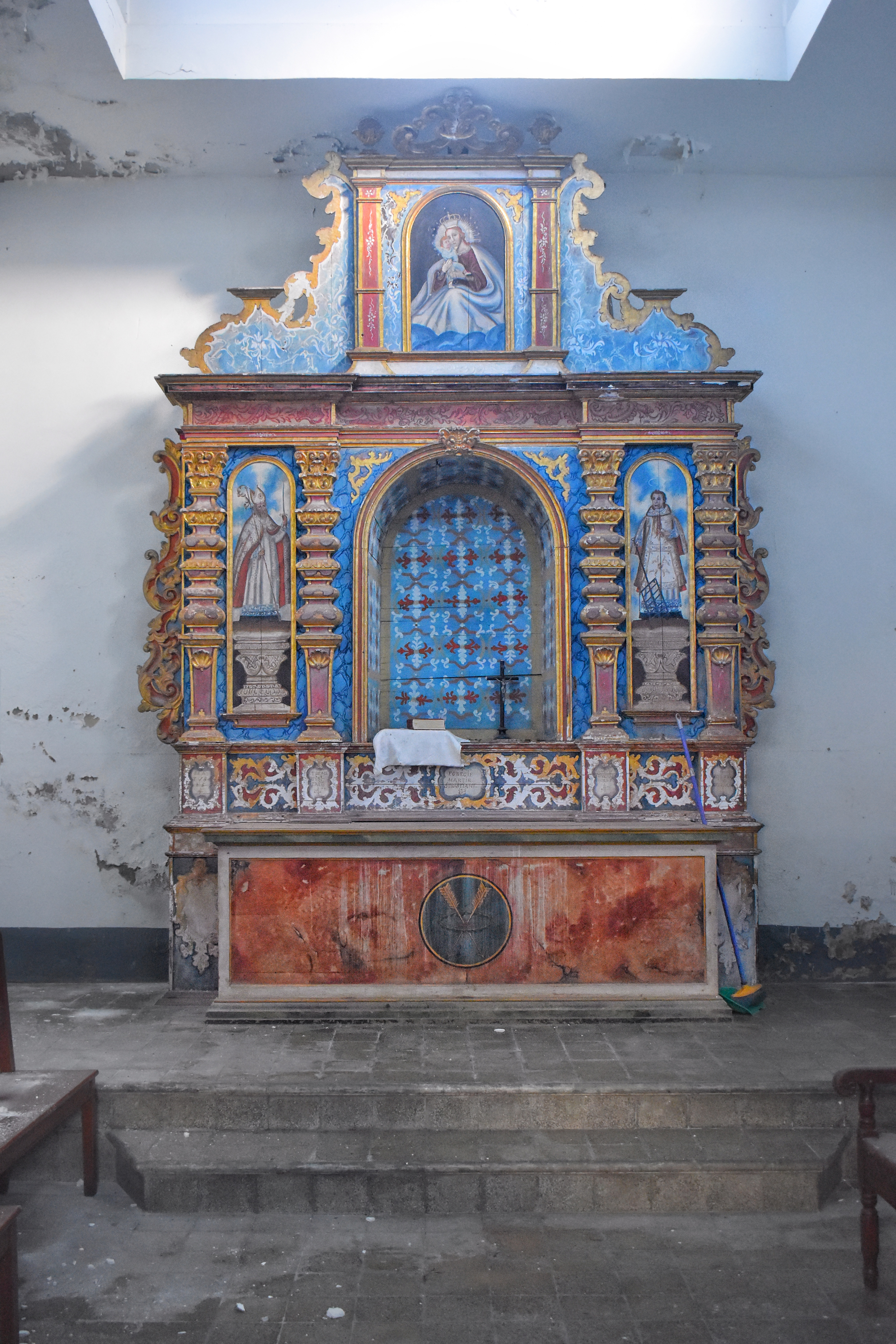
Retablo de la Ermita de San Sebastián San Andrés.
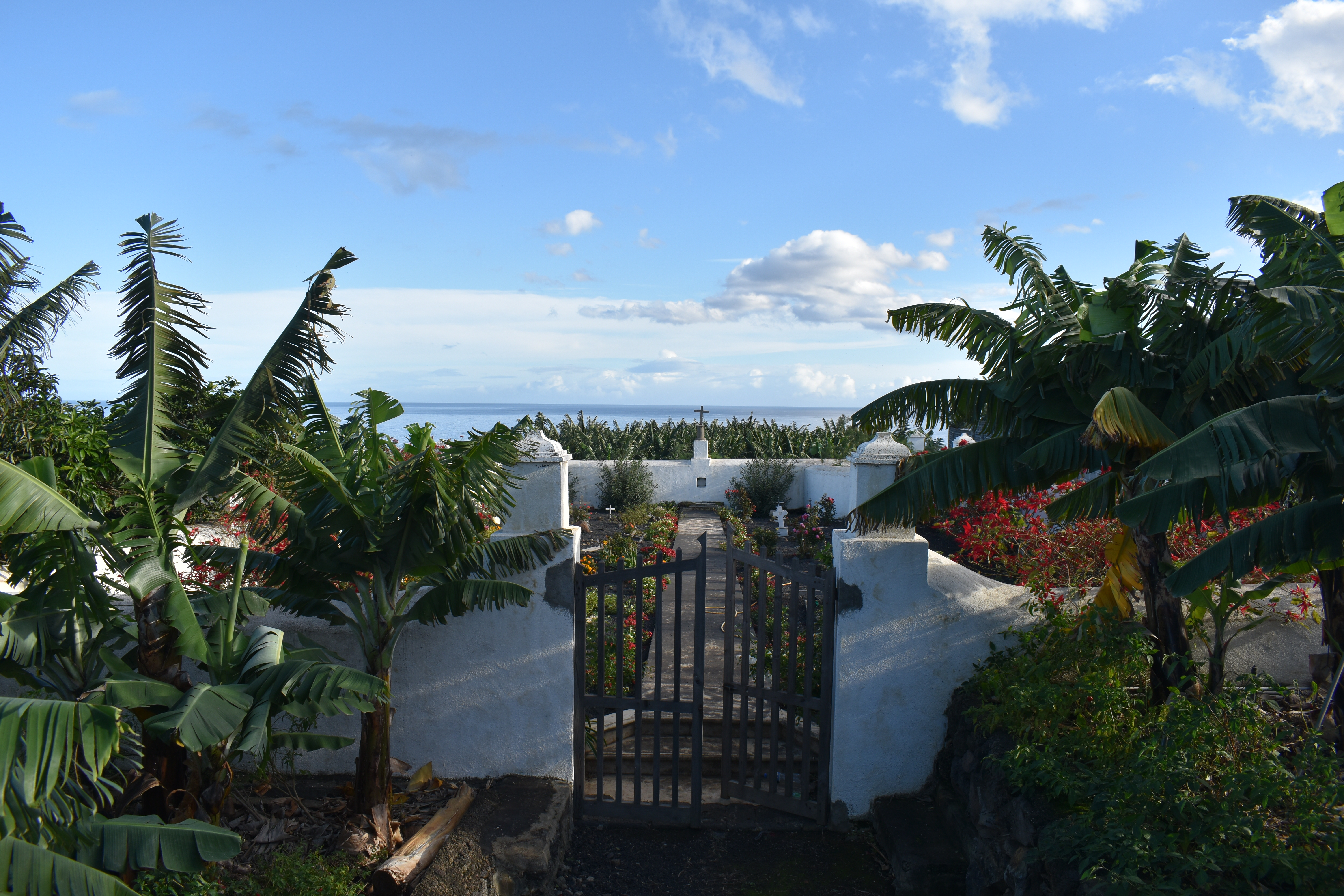
Cementerio San Andrés.
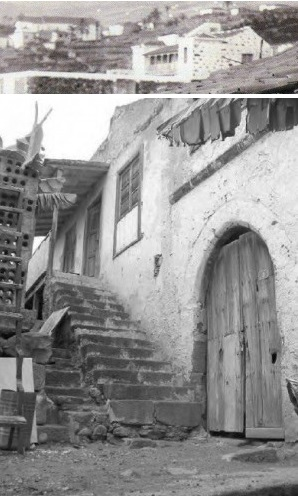
Convento de Nuestra Señora de La Piedad.
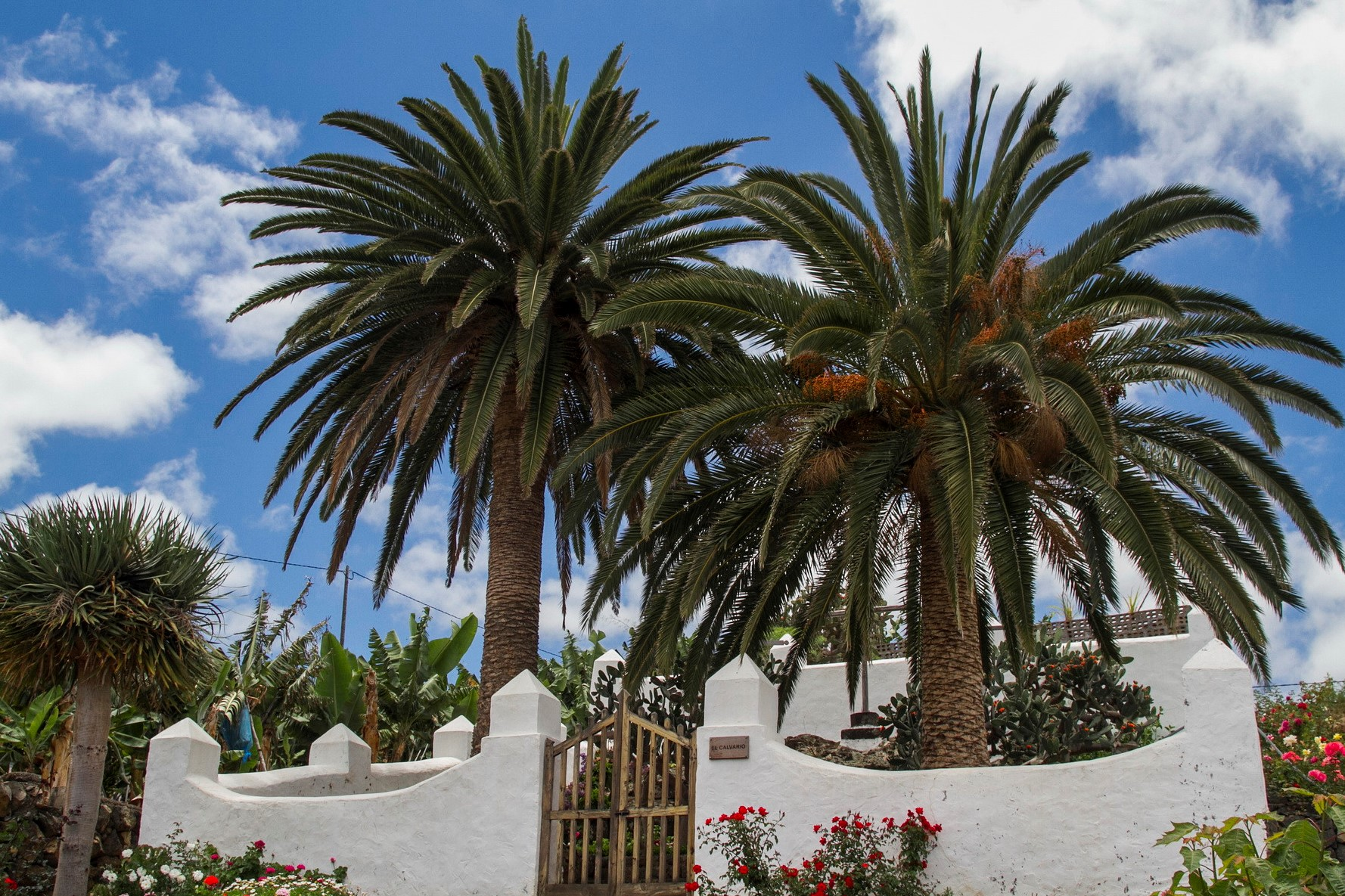
El Calvario de San Andrés.
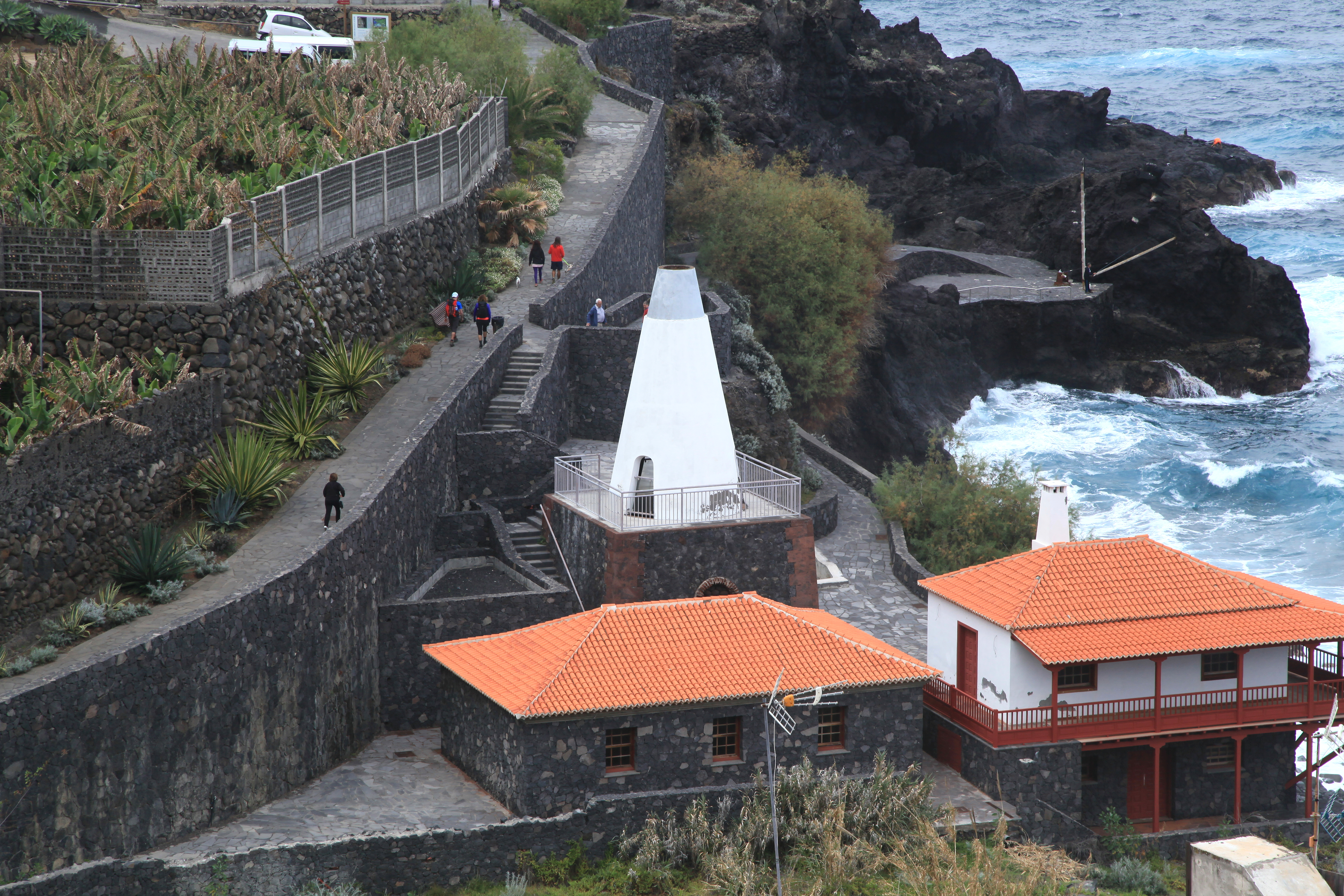
Horno de Cal de San Andrés.

## Demografía
| 2000 | 2001 | 2002 | 2003 | 2004 | 2005 | 2006 | 2007 | 2008 | 2009 | 2010 | 2011 | 2012 | 2013 | 2014 | 2015 | 2016 |
| ---- | ---- | ---- | ---- | ---- | ---- | ---- | ---- | ---- | ---- | ---- | ---- | ---- | ---- | ---- | ---- | ---- |
| 330  | 322  | 327  | 318  | 312  | 310  | 307  | 303  | 305  | 297  | 283  | 288  | 271  | 267  | 259  | 253  | 248  |